# Alison Lohman
Alison Marion Lohman (Palm Springs, 18 settembre 1979) è un'attrice statunitense.

## Biografia
Figlia di un architetto e di una panettiera, a soli cinque anni presta la sua voce al film d'animazione giapponese Nausicaä della Valle del vento, a nove anni debutta in teatro nel musical ispirato a Tutti insieme appassionatamente e negli anni seguenti partecipa a svariate produzioni teatrali che le fanno guadagnare diversi premi e la portano a lavorare, come vocalist, al fianco di mostri sacri come Frank Sinatra e Bob Hope. Dopo alcune partecipazioni televisive, come ad un episodio della serie TV Settimo cielo, ottiene un ruolo nel film Il tredicesimo piano. Si diploma alla Royal Academy of Dramatic Art di Londra e viene accettata alla New York University, ma preferisce concentrarsi sulla sua carriera cinematografica.
Nel 2002 ottiene il ruolo di Astrid nel drammatico White Oleander al fianco di attrici del calibro di Michelle Pfeiffer, Robin Wright Penn e Renée Zellweger, l'anno seguente - all'età di ventiquattro anni - ottiene il ruolo della figlia quattordicenne del protagonista nel film di Ridley Scott Il genio della truffa, e grazie a questo ruolo viene scelta da Tim Burton per interpretare Sandra Bloom da giovane in Big Fish - Le storie di una vita incredibile. Nel 2005 lavora nel film di Atom Egoyan False verità e nel 2007 recita in La leggenda di Beowulf di Robert Zemeckis. Nel 2008 sostituisce l'attore Elliot Page, divenendo la protagonista dell'horror Drag Me to Hell di Sam Raimi. Dopo diversi anni di inattività, torna a recitare nel 2015 nel film The Vatican Tapes, diretto dal marito Mark Neveldine.

## Vita privata
Dal 19 agosto 2009 è sposata con il regista Mark Neveldine con cui ha tre figli.

## Filmografia

### Cinema
- Kraa! The Sea Monster, regia di Aaron Osborne e Dave Parker (1998)
- Il tredicesimo piano (The Thirteenth Floor), regia di Josef Rusnak (1999)
- The Auteur Theory, regia di Evan Oppenheimer (1999)
- The Million Dollar Kid, regia di Neil Mandt (2000)
- Guardo, ci penso e nasco (Delivering Milo), regia di Nick Castle (2001)
- Alex in Wonder, regia di Drew Ann Rosenberg (2001)
- White Boy, regia di John Marino (2002)
- White Oleander, regia di Peter Kosminsky (2002)
- Il genio della truffa (Matchstick Men), regia di Ridley Scott (2003)
- Big Fish - Le storie di una vita incredibile (Big Fish), regia di Tim Burton (2003)
- False verità (Where the Truth Lies), regia di Atom Egoyan (2005)
- The Big White, regia di Mark Mylod (2005)
- Delirious - Tutto è possibile (Delirious), regia di Tom DiCillo (2006)
- Flicka - Uno spirito libero (Flicka), regia di Michael Mayer (2006)
- Noi due sconosciuti (Things We Lost in the Fire), regia di Susanne Bier (2007)
- La leggenda di Beowulf (Beowulf), regia di Robert Zemeckis (2007)
- Drag Me to Hell, regia di Sam Raimi (2009)
- Gamer, regia di Mark Neveldine e Brian Taylor (2009)
- The Vatican Tapes, regia di Mark Neveldine (2015)
- Urge, regia di Aaron Kaufman (2016)
- Officer Downe, regia di Shawn Crahan (2016)

### Televisione
- Pacific Blue – serie TV, 1 episodio (1999)
- Settimo cielo (7th Heaven) – serie TV, 1 episodio (1999)
- Crusade – serie TV, 1 episodio (1999)
- Safe Harbor – serie TV, 4 episodi (1999)
- Segreti del cuore (Sharing the Secret), regia di Katt Shea – film TV (2000)
- Tucker – serie TV, 13 episodi (2000-2001)
- Pasadena – serie TV, 13 episodi (2001-2002)

## Doppiatrici italiane
Nelle versioni in italiano, Alison Lohman è doppiata da:
- Domitilla D'Amico in White Oleander, La leggenda di Beowulf, Drag Me to Hell
- Valentina Mari in Guardo, ci penso e nasco, Big Fish - Le storie di una vita incredibile
- Tiziana Avarista in Il tredicesimo piano
- Letizia Ciampa in Il genio della truffa
- Federica De Bortoli in The Big White
- Connie Bismuto in False verità
- Jenny De Cesarei in Delirious - Tutto è possibile
- Perla Liberatori in Flicka - Uno spirito libero
- Emanuela Damasio in Noi due sconosciuti
- Francesca Manicone in Gamer